# Championnat d'Asie et d'Océanie féminin de volley-ball 1995
Navigation
Nakhon Ratchasima 1993 Manille 1997
Le 8e Championnat d'Asie et d'Océanie féminin de volley-ball a lieu du 25 septembre au 1er octobre 1995 à Chiang Mai (Thaïlande).

## Équipes participantes
| - Australie - Chine - Corée du Sud - Philippines | - Japon - Nouvelle-Zélande - Taipei chinois - Thaïlande |

## Phase finale

### Places 1 à 4
|  | Demi-finales                          | Demi-finales         |                        |   | Finale                                       | Finale                                       |
|  | Demi-finales                          | Demi-finales         |                        |   | Finale                                       | Finale                                       |
|  |                                       |                      |                        |   |                                              |                                              |
|  | Chiang Mai, 30-09-95                  | Chiang Mai, 30-09-95 |                        |   | Chiang Mai, 01-10-95 (16-14 15-7 11-15 15-9) | Chiang Mai, 01-10-95 (16-14 15-7 11-15 15-9) |
|  | Chiang Mai, 30-09-95                  | Chiang Mai, 30-09-95 |                        |   | Chiang Mai, 01-10-95 (16-14 15-7 11-15 15-9) | Chiang Mai, 01-10-95 (16-14 15-7 11-15 15-9) |
|  | Chine                                 | 3                    |                        |   | Chiang Mai, 01-10-95 (16-14 15-7 11-15 15-9) | Chiang Mai, 01-10-95 (16-14 15-7 11-15 15-9) |
|  | Chine                                 | 3                    |                        |   | Chiang Mai, 01-10-95 (16-14 15-7 11-15 15-9) | Chiang Mai, 01-10-95 (16-14 15-7 11-15 15-9) |
|  | Taipei chinois                        | 0                    |                        |   | Chiang Mai, 01-10-95 (16-14 15-7 11-15 15-9) | Chiang Mai, 01-10-95 (16-14 15-7 11-15 15-9) |
|  | Taipei chinois                        | 0                    | Chine                  | 3 |                                              |                                              |
|  | Chiang Mai, 30-09-95 (15-9 15-9 15-5) |                      | Chine                  | 3 |                                              |                                              |
|  |                                       | Corée du Sud         | 1                      |   |                                              |                                              |
|  | Corée du Sud                          | Corée du Sud         | 1                      | 3 |                                              |                                              |
|  | Corée du Sud                          |                      |                        | 3 |                                              |                                              |
|  | Japon                                 | 0                    |                        |   |                                              |                                              |
|  | Japon                                 | 0                    | Match pour la 3e place |   |                                              |                                              |
|  |                                       |                      |                        |   |                                              |                                              |
|  | Chiang Mai, 01-10-95                  |                      |                        |   |                                              |                                              |
|  |                                       |                      |                        |   |                                              |                                              |
|  | Taipei chinois                        | 0                    |                        |   |                                              |                                              |
|  | Taipei chinois                        | 0                    |                        |   |                                              |                                              |
|  | Japon                                 | 3                    |                        |   |                                              |                                              |
|  | Japon                                 | 3                    |                        |   |                                              |                                              |

## Classement final
| Place              | Équipe           |
| ------------------ | ---------------- |
| Médaille d'or      | Chine            |
| Médaille d'argent  | Corée du Sud     |
| Médaille de bronze | Japon            |
| 4                  | Taïwan           |
| 5                  | Thaïlande        |
| 6                  | Australie        |
| 7                  | Nouvelle-Zélande |
| 8                  | Philippines      |